# Mieczysław Kwiatkowski (lekarz)
Mieczysław Kwiatkowski (ur. 27 kwietnia 1922 w Lublinie, zm. 7 września 1984 w Lublinie) – polski chirurg i onkolog.

## Wykształcenie i kariera zawodowa
Ukończył szkołę powszechną oraz gimnazjum i liceum im. Jana Zamoyskiego w Lublinie. W lipcu 1944 roku wstąpił do Wojska Polskiego, gdzie pełnił służbę frontową w „Samodzielnym magazynie materiałów pędnych nr 56692” aż do zdobycia Berlina w kwietniu 1945. Zaraz po powrocie z frontu, jeszcze w 1945 roku, podjął studia na Wydziale Lekarskim Uniwersytetu im. Marii Curie-Skłodowskiej w Lublinie, które ukończył z dyplomem nr 1 w 1949 roku. Rok wcześniej przed ukończeniem studiów pracował w Klinice Chirurgii Ogólnej Wydziału lekarskiego Uniwersytetu w Lublinie, kierowanej przez Tadeusza Jacynę-Onyszkiewicza, początkowo jako młodszy asystent, od 1951 roku starszy asystent, a od 1958 roku jako adiunkt.
W 1955 roku zdobył tytuł specjalisty II stopnia z chirurgii. W 1953 roku zorganizował w Lublinie Wojewódzką Przychodnię Onkologiczną i od tej pory w znacznym stopniu poświęcił się onkologii. Z Kliniki Chirurgii Ogólnej odszedł w 1959 roku do nowo powstałego w 1958 roku Wojewódzkiego Szpitala Onkologicznego w Lublinie (obecnie Centrum Onkologii Ziemi Lubelskiej), którego został dyrektorem i ordynatorem Oddziału Chirurgicznego. Piastował te funkcje do końca życia. W 1961 roku otrzymał specjalizację II stopnia z chirurgii onkologicznej, a w 1963 roku stopień doktora na podstawie pracy: „Leczenie trudno gojących się owrzodzeń podudzi”. W 1967 roku habilitował się. Praca habilitacyjna: „Sutek wydzielający” była podsumowaniem wieloletnich jego badań w zakresie diagnostyki raka sutka. Był założycielem Lubelskiego Oddziału Polskiego Towarzystwa Onkologicznego, na którego posiedzeniach wygłaszał referaty naukowe. Organizował kursy z zakresu onkologii dla lekarzy województwa lubelskiego, prowadził też szeroko zakrojoną akcję oświaty sanitarnej dla kobiet w zakresie raka sutka i szyjki macicy. Z tego tytułu był wyróżniony nagrodą im. F. Łukaszczyka.
Opublikował 28 prac naukowych, Otrzymał tytuł „Zasłużonego Lekarza PRL”, odznaczony był też m.in. Krzyżem Kawalerskim Orderu Odrodzenia Polski i Złotym Krzyżem Zasługi. 17 listopada 2009 roku z okazji uroczystości zorganizowanej w Centrum Onkologii Ziemi Lubelskiej związanej z oddaniem do użytku nowych bunkrów przeznaczonych dla aparatury do radioterapii wydano biuletyn w którym współpracownicy wspomnieli swojego długoletniego dyrektora Mieczysława Kwiatkowskiego słowami: „Wizja, fantazja i odwaga dyrektora Kwiatkowskiego są fundamentem naszego Ośrodka”.
Dr Kwiatkowski zasłynął również z rozwiązania problemu, uważanego wcześniej za nierozwiązywalny, ze sterylizacją ładunków radowych. Wraz z inżynierem Wiktorem Kornilukiem stworzył prototyp takiego urządzenia. Dbał o podnoszenie poziomu wiedzy onkologicznej i kultury zawodowej u kadry medycznej. Wprowadził m.in. zwyczaj sobotnich wspólnych wizyt lekarskich na wszystkich oddziałach, wspólne omawianie i leczenie przypadków, połączone z omawianiem najnowszej krajowej i zagranicznej wiedzy z zakresu onkologii.

## Życie prywatne
Miał dwie córki, z których jedna jest lekarką i pracuje w szpitalu, w którym pracował, druga jest dziennikarką.

## Nagrody i odznaczenia
- Złoty Krzyż Zasługi – 1967
- Medal „Za udział w walkach o Berlin” – 1969
- Krzyż Kawalerski Orderu Odrodzenia Polski – 1973 (nr legitymacji 273-73-120, za wybitny wkład w rozwój nauk medycznych, za osiągnięcia w pracy naukowo-badawczej)
- Medal 30-lecia PRL – 1974
- Odznaka honorowa „Zasłużony Lekarz PRL” – 1982
- Odznaka 1000-lecia Państwa Polskiego
- Medal „Nauka w Służbie Ludu”
- Odznaka honorowa „Za wzorową pracę w służbie zdrowia”
- Odznaka „Zasłużony dla Lubelszczyzny”
- Złota honorowa odznaka „Zasłużonemu dla Lublina”
- Medal za zasługi dla Akademii Medycznej za wkład wniesiony w rozwój uczelni – 1995 (pośmiertnie)

## Publikacje
Był autorem 28 prac naukowych, m.in.:
- Leczenie trudno gojących się owrzodzeń podudzi, 1963
- Sutek wydzielający, 1967